# Colombia en la clasificación de Conmebol para la Copa Mundial de Fútbol de 2014
La Selección de fútbol de Colombia es uno de los nueve equipos nacionales que participaron en la clasificación de Conmebol para la Copa Mundial de Fútbol de 2014, en la que se definieron los representantes de Conmebol para la Copa Mundial de Fútbol de 2014 que se desarrolló en Brasil.
La etapa preliminar —también denominada eliminatorias— se jugó en América del Sur desde el 7 de octubre de 2011 hasta el 15 de octubre de 2013. El torneo definió 4,5 equipos que representarán a la Confederación Sudamericana de Fútbol en la Copa Mundial de Fútbol. A estos cupos se le adiciona la participación de Brasil, que asistirá en su condición de país anfitrión del Mundial.
El seleccionado colombiano selló el 11 de octubre de 2013, en la penúltima fecha de las eliminatorias, su quinta clasificación al máximo torneo del fútbol en su edición 2014. Con la participación de 33 futbolistas que jugaron las eliminatorias, y de la mano de dos entrenadores, el colombiano Leonel Álvarez y el argentino José Néstor Pékerman, la Selección Colombia consiguió su clasificación tras dieciséis años sin participar en la Copa Mundial de Fútbol. Esta clasificación representó la quinta participación de Colombia en un campeonato mundial tras la participación en los Mundiales de Chile 1962, Italia 1990, Estados Unidos 1994 y Francia 1998.

## Sistema de juego
El sistema de juego de las eliminatorias consistió en enfrentamientos de ida y vuelta todos contra todos, en total dieciocho jornadas de cuatro juegos, en cada una de las cuales descansó un equipo debido al número impar (nueve) de selecciones, por la ausencia de Brasil en los clasificatorios; a Colombia le correspondió ser el equipo libre en la primera y décima fechas.
Los primeros cuatro puestos accedieron de manera directa a la Copa Mundial de Fútbol de 2014, y el quinto disputará una serie eliminatoria a dos partidos de ida y vuelta (repechaje o repesca) frente a la selección clasificada de Asia.

## Participante
| Selección de fútbol de Colombia |                                        |                      |
| Ciudad                          | Estadio                                | Entrenador           |
| Barranquilla                    | Estadio Metropolitano Roberto Meléndez | José Néstor Pékerman |
|                                 |                                        |                      |
| Federación Colombiana de Fútbol |                                        |                      |

## Previa y preparación
Después del fracaso en la Copa América 2011, los objetivos de la Selección Colombia se centraron en las eliminatorias a la Copa Mundial de 2014 (que comenzaron en octubre de 2011), de la mano del entonces técnico Hernán Darío Gómez, en lo que constituyó una oportunidad especial de clasificar gracias a la ausencia de Brasil en las eliminatorias.
El 8 de agosto de 2011, en Colombia se generó una gran polémica debido a un hecho en el que se vio implicado el director técnico Hernán Darío Gómez. Según informó la prensa colombiana, el sábado 6 de agosto Hernán "Bolillo" Gómez se encontraba en estado de ebriedad en un bar de Bogotá, y agredió físicamente a una mujer en medio de una discusión.
A pesar de que Gómez presentó disculpas, el suceso no pasó desapercibido para la opinión pública colombiana, y de inmediato hubo presión para que renunciara a su cargo como director técnico de la Selección Colombia. La senadora Dilian Francisca Toro arremetió contra Gómez: "Es condenable desde todo el punto de vista, debemos generar es convivencia y más cuando es una mujer. La ley sanciona estas conductas violentas". Incluso, mediante una encuesta, se confirmó el repudio, general, de la población colombiana, en relación con el hecho en el que estuvo involucrado Hernán Gómez.
Posteriormente, el 9 de agosto la presión hizo efecto, y Hernán Gómez, aludiendo a una "profunda reflexión personal", presentó su renuncia "irrevocable" a su cargo como entrenador del combinado colombiano. La Federación Colombiana de Fútbol informó la renuncia en un comunicadoy a su vez aclaró:

"La Federación Colombiana quiere reiterar y ser enfática en que lamenta y rechaza cualquier hecho de violencia, ejercida por funcionarios, jugadores, o entrenadores".
Federación Colombiana de Fútbol. Semana. 9 de agosto de 2011.

Ulterior a la renuncia de Gómez, se empezó a especular quién sería el nuevo director técnico del combinado nacional, y el mismo Presidente de Colombia, Juan Manuel Santos, se involucró en la elección del entrenador, expresando a la Federación Colombiana de Fútbol que:

"[...] después del lamentable y muy condenable episodio del ‘Bolillo’, yo creo que la Federación de Fútbol debe considerar la posibilidad de contratar un entrenador del extranjero para introducirle nueva sangre, nuevas ideas a la selección, porque tenemos una buena selección y estoy seguro de que vamos a lograr ese objetivo de clasificar al mundial en Brasil"
Juan Manuel Santos, Presidente de la República de Colombia. Semana. 22 de agosto de 2011.

Como posible entrenador para el seleccionado se llegó a especular con Gerardo 'El Tata' Martino, a tal punto que los medios lo llegaron a nombrar entrenador oficial. A la larga, esto resultó falso, y finalmente la Federación Colombiana de Fútbol informó el 8 de septiembre en rueda de prensa, que el nuevo director técnico sería Leonel Álvarez, hasta ese momento asistente técnico.
De esta forma, Leonel Álvarez empezó la preparación de la Selección Colombia de cara a las eliminatorias al Mundial. Pasados tres días de su designación como director técnico, a Leonel se le presentó su primer y único reto al mando del equipo antes del inicio de las eliminatorias, fue una doble "Fecha FIFA", en la que Colombia jugó dos partidos amistosos frente a Honduras y Jamaica, para los cuales convocó a dieciocho jugadores que, en su mayoría, actúan en el exterior. El 3 de septiembre de 2011, se jugó el primer encuentro frente a Honduras en Red Bull Arena de Nueva Jersey, un partido que finalizó 2:0 a favor del combinado colombiano, con dos tantos del delantero Teófilo Gutiérrez. El 6 de septiembre, la Selección jugó de nuevo un partido amistoso, el segundo de los dos programados para septiembre, esta vez frente a su similar de Jamaica, en Lockhart Stadium de Fort Lauderdale, a la que derrotó con un marcador de 2:0 al igual que frente a Honduras, en esta ocasión los dos goles fueron anotados por Jackson Martínez y Teófilo Gutiérrez. Así culminó la serie de dos encuentros que Colombia tenía programados para septiembre, y Leonel Álvarez se reafirmó como entrenador de la Selección. Estos dos encuentros fueron los únicos partidos amistosos que Álvarez tuvo como preparación con el equipo antes de que dieran inicio las eliminatorias.

## Proceso de clasificación

### Primera vuelta

#### 2011
Los clasificatorios —también denominados "eliminatorias"—, comenzaron el 7 de octubre de 2011, en una jornada en la que Colombia estuvo como equipo libre de la primera fecha, debido a la ausencia de Brasil, con quien normalmente juega la primera fecha de los clasificatorios, y en aquella doble jornada de eliminatorias solo jugarían un partido, frente a Bolivia.

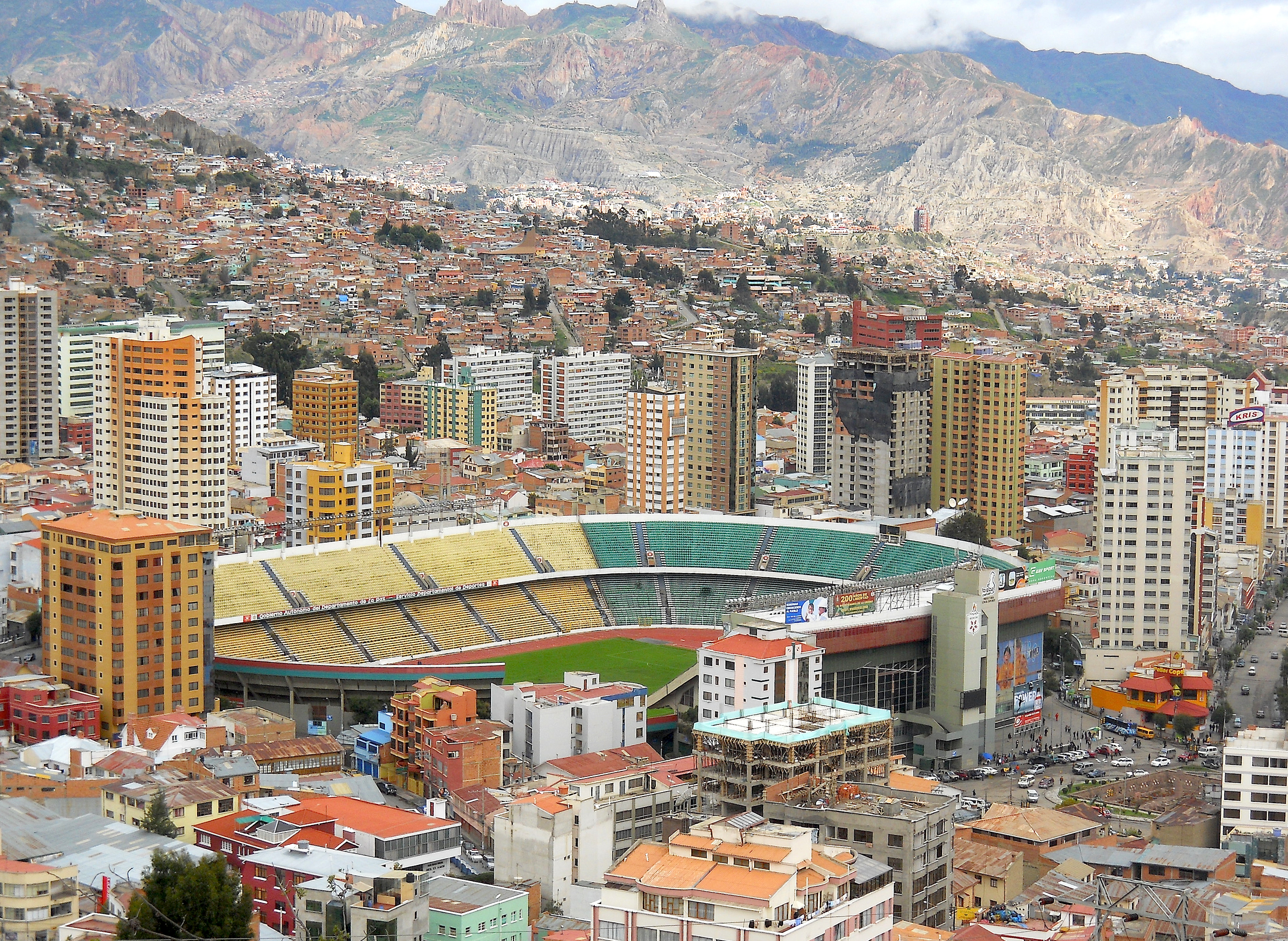
Estadio Hernando Siles de La Paz, donde Colombia ganó por primera vez como visitante a Bolivia en eliminatorias.

En vísperas del primer partido en las eliminatorias, el 29 de septiembre de 2011, Leonel Álvarez dio a conocer la lista de los 23 jugadores que fueron convocados para el partido frente a Bolivia, como visitante, en la Jornada 2. Para su preparación para el partido frente a Bolivia, la Selección se concentró en Bogotá para aclimatarse a la altura de La Paz.  Luego de la preparación en Bogotá, se dirigió a Bolivia, donde se jugó el partido el 11 de octubre en el estadio Hernando Siles de La Paz, el encuentro finalizó 1:2 a favor del seleccionado colombiano, con goles de Dorlan Pabón para adelantar a Colombia, y de Radamel Falcao García, quien agónicamente anotó sobre los minutos finales para desnivelar el empate que había hasta ese momento; el empate parcial de Bolivia lo marcó Wálter Flores. Esta fue la primera vez, en la historia de las eliminatorias, que Colombia consiguió ganarle a Bolivia en la altura de La Paz. Así, Colombia sumó 3 puntos que lo ubicaron en el cuarto puesto, en zona de clasificación directa al Mundial, hasta ese momento.
Los clasificatorios retomaron curso en noviembre de 2011, de nuevo en una doble fecha en la que se jugaron las jornadas 3 y 4, en las cuales a Colombia le correspondió jugar con sus similares de Venezuela y Argentina, el 11 y 15 de noviembre respectivamente, en calidad de local ambos partidos. Para tales partidos, el 4 de noviembre, Leonel Álvarez, convocó a 23 jugadores, los cuales iniciaron en conjunto los entrenamientos el 6 de noviembre.
El tercer partido de Colombia en las eliminatorias fue frente a su similar de Venezuela el 11 de noviembre, en el estadio Metropolitano Roberto Meléndez de Barranquilla, con entradas totalmente agotadas. El partido finalizó con un empate a un gol, el tanto que aventajó de momento a Colombia lo marcó Freddy Guarín, y para el combinado venezolano el gol del empate lo realizó Frank Feltscher a falta de diez minutos para el final del partido.
El siguiente partido, el 15 de noviembre por la cuarta jornada, frente al seleccionado argentino, de nuevo se jugó en el estadio Metropolitano de Barranquilla, otra vez con boletas agotadas, en un partido en el que había presión hacia Leonel Álvarez para que ganara su primer partido en condición de local. La alta temperatura de la ciudad costeña, terminó afectando el rendimiento del seleccionado local, que sufrió la primera derrota de Colombia en las eliminatorias, cayendo 1:2, en un encuentro en el que para Colombia marcó Dorlan Pabón, de tiro libre antes del final del primer tiempo; y para Argentina, convirtió Lionel Messi el gol del empate, y Sergio Agüero, marcó el tanto que le dio el triunfo al combinado albiceleste. Tras la doble jornada, Colombia culminó en el sexto lugar a dos puntos del quinto puesto, Chile.

Después de la doble jornada, entre el periodismo nacional se rumoreó acerca de una posible salida de Leonel Álvarez del cargo de director técnico a causa de los malos resultados, en especial, porque fueron en calidad de local. Diez días después de la doble jornada, se dijo que Leonel Álvarez, iba a seguir al mando del equipo. Sin embargo, entre los rumores que de nuevo se generaron, se llegó a hablar de un posible regreso a la selección del exdirector técnico Hernán Darío Gómez.
Finalmente, el 13 de diciembre de 2011, la Federación Colombiana de Fútbol rescindió el contrato de Leonel Álvarez, a su vez, resaltó que Hernán Darío Gómez no era un posible candidato para dirigir el equipo.

#### 2012
La Selección Colombia finalizó 2011 e inició el año 2012 sin director técnico definido. Sin embargo, de nuevo, se barajaron algunos nombres que posiblemente podían asumir la dirección técnica del equipo: Gerardo "Tata" Martino, Ricardo Gareca, Ricardo La Volpe, Julio César Falcioni y José Pékerman. Aunque se tuvieron en cuenta a estos cinco técnicos, el técnico que finalmente eligió la Federación Colombiana de Fútbol, fue José Pékerman, tal hecho se dio a conocer el 5 de enero de 2012. Sin embargo, la firma de contrato, rueda de prensa y presentación de José Pékerman como nuevo técnico de la Selección Colombia se dio hasta el 18 de enero.
El primer y único partido de preparación de Pékerman, al mando del combinado colombiano, antes de retomar inicio las eliminatorias, fue el 29 de febrero, en el Sun Life Stadium de Miami, Estados Unidos frente a su similar de México, en un partido en el que la tricolor sacó su mejor versión y vencería por 2:0, con goles de Radamel Falcao García, y de Juan Guillermo Cuadrado, quien puso el segundo y definitivo gol.
El 12 de abril, José Pékerman anunció que se llevaría a cabo una serie de micro-ciclos, para los cuales convocó a dieciséis jugadores de la Liga Postobón de Colombia. Así fue, los micro-ciclos se cumplieron durante cuatro semanas, de lunes a miércoles de cada una, comenzaron el 16 de abril y finalizaron el 9 de mayo, los micro-ciclos, tuvieron como objetivo para Pékerman, observar jugadores jóvenes del ámbito local para en un futuro tenerlos en cuenta en las convocatorias del combinado nacional.
Tras los micro-ciclos, el técnico convocó a veinticinco jugadores de cara a la doble jornada de eliminatorias frente a Perú y Ecuador, partidos a jugarse el 3 y 10 de junio, respectivamente.
Así, los clasificatorios volvieron a su rumbo, y Colombia afrontó el primero de los dos encuentros correspondientes a la doble jornada de eliminatorias, por la jornada 5 frente a Perú, lo jugó el 3 de junio en el Estadio Nacional del Perú de Lima. El compromiso finalizó con un resultado de 0:1 a favor de la Selección Colombia, gracias a un gol de James Rodríguez al minuto 52, tras un pase de Dorlan Pabón. Tras casi una semana, la Selección afrontó su quinto partido, correspondiente a la sexta jornada de las eliminatorias. El partido se disputó frente a Ecuador, en el Estadio Olímpico Atahualpa de Quito, y finalizó con un marcador de 1:0 a favor de los ecuatorianos, que marcaron por intermedio de Christian Benítez al minuto 54. Colombia, en ese momento, se ubicó sexto en la clasificación tras el partido ganado frente a Perú, y la derrota contra Ecuador.

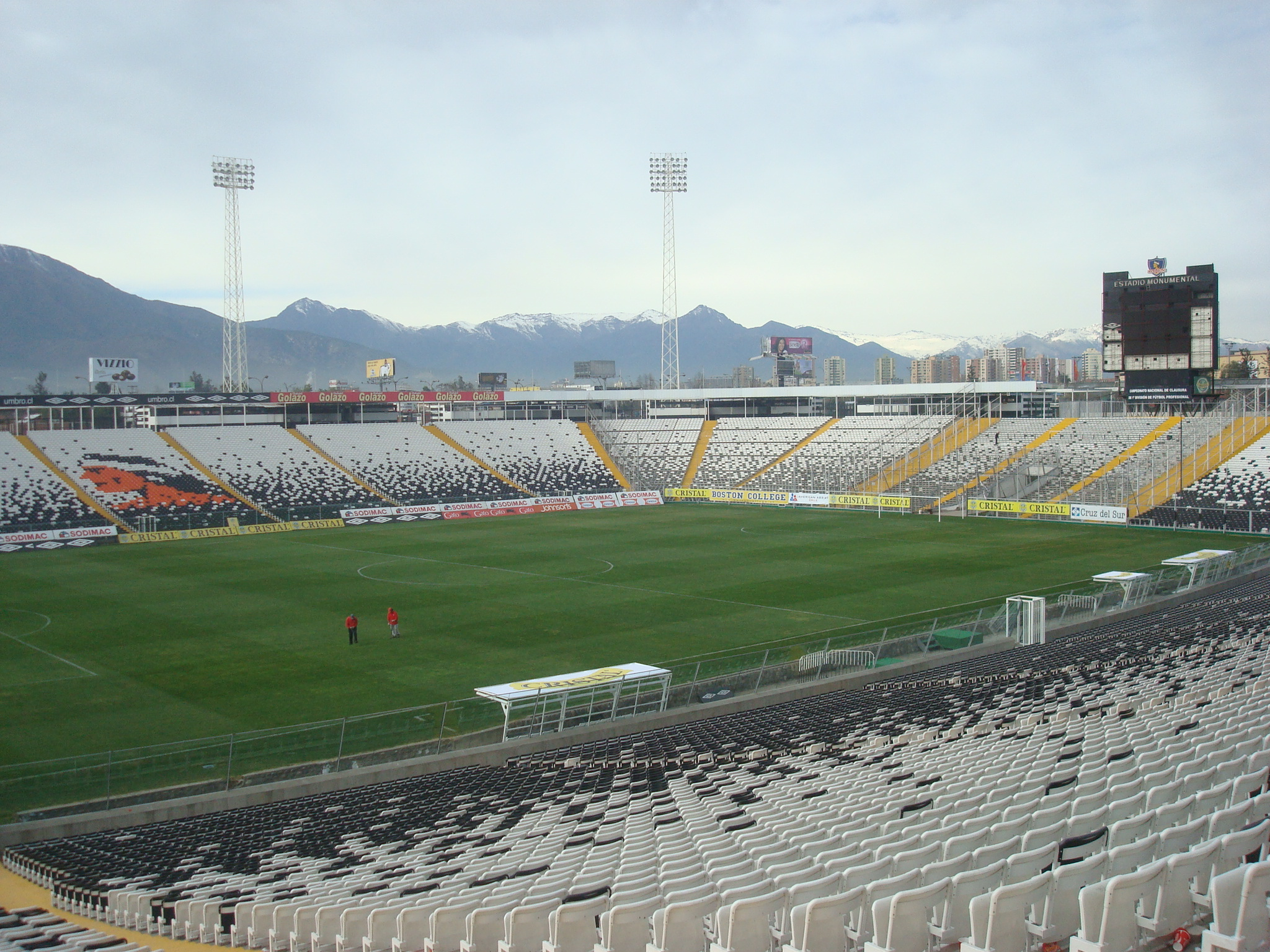
Estadio Monumental de Santiago de Chile, escenario en el que Colombia ganó su tercer partido como visitante.

El 30 de agosto se dio a conocer una convocatoria más, esta vez, para los partidos frente a Uruguay, como local, y frente a Chile, como visitante. El primero de esta serie de dos encuentros, frente a Uruguay, se jugó el 7 de septiembre en Barranquilla; Colombia, en un recital de fútbol goleó 4:0 a la selección uruguaya con goles de Falcao García, Teófilo Gutiérrez —en dos ocasiones— y Camilo Zúñiga, cortando así el invicto que tenía el combinado uruguayo en las eliminatorias. Tras cuatro días, Colombia jugó frente a Chile por la octava fecha de las eliminatorias y, de igual manera, consiguió un triunfo; en esta ocasión, los colombianos ganaron 1:3 en el estadio Monumental de Santiago, con goles de James Rodríguez —de tiro libre, para empatar—, Falcao García y Teófilo Gutiérrez, mientras que para Chile marcó Matías Fernández. Con estos seis puntos conseguidos la selección de Colombia se ubicó segundo en la tabla, en zona de clasificación por detrás de Argentina.
Las eliminatorias al Mundial retomaron curso el 12 de octubre, cuando Colombia jugó por la novena jornada contra su similar de Paraguay en condición de local, en un partido en el que los colombianos ganaron 2:0. Los goles del encuentro fueron obra de Falcao García, quien marcó al minuto 52 y repitió al 90 para determinar la victoria local.

### Segunda vuelta

#### 2012
Cuatro días después de la novena fecha, se disputó la décima fecha de las eliminatorias, en la que a Colombia le correspondió ser el equipo libre de la fecha. Debido a esto, Colombia jugó un encuentro amistoso frente a Camerún en el Metropolitano de Barranquilla, encuentro que finalizó 3:0 a favor del local con goles de Jackson Martínez, Carlos Bacca y Dorlan Pabón. Tras jugarse la décima jornada, Colombia se ubicó tercero en la tabla de clasificación.
Colombia enfrentó su último partido amistoso del año el 14 de noviembre, en el que empató frente a su similar de Brasil, en Nueva Jersey; por Colombia marcó Juan Guillermo Cuadrado mientras que para Brasil hizo el gol Neymar.

#### 2013
El primer partido de Colombia en 2013 lo disputó en Estados Unidos el 6 de febrero. Colombia ganó el partido amistoso que la enfrentó a la selección de Guatemala en el Sun Life Stadium de Miami, con un contundente 4:1 —goles anotados por Abel Aguilar, Luis Muriel y Jackson Martínez, en dos ocasiones—.
La convocatoria de jugadores para los dos primeros partidos del año en las eliminatorias, frente a Bolivia de local y Venezuela de visitante, fue anunciada el 14 de marzo por el seleccionador Pékerman.
El primero de estos dos encuentros, el 22 de marzo frente a Bolivia en el Metropolitano, finalizó con un resultado de 5:0 a favor del local, que con dicho marcador firmó su segunda y más abultada goleada en el certamen; los goles fueron obra de Macnelly Torres, Carlos Valdés, Teófilo Gutiérrez, Falcao García y Pablo Armero. Cuatro días después, visitaron el estadio Cachamay de Ciudad Guayana donde se enfrentaron a Venezuela y cayeron ante Venezuela por un marcador de 1:0, gol de Salomón Rondón. Tras estos dos resultados, Colombia se adjudicó el tercer puesto de la tabla en zona de clasificación al Mundial con 19 puntos.
Para afrontar los partidos frente a Argentina, el 7 de junio, y Perú, el 11 de junio, el seleccionador anunció el 21 de mayo una lista de once jugadores —los únicos que ya habían culminado sus compromisos en sus respectivos clubes—. A posteriori, a esta lista se sumaron más jugadores, comenzando por Jackson Martínez y James Rodríguez; el 27 de mayo se anunciaron otros 12 jugadores que, de igual forma, fueron convocados para estos dos encuentros, dejando a la espera los convocados activos en la liga española. Tras esto, el 1.° de junio la FCF hizo oficial la convocatoria de los jugadores Falcao García y Abel Aguilar, activos en la liga española y que acudieron a la cita directamente en Buenos Aires al día siguiente de ser convocatos, mientras que el resto de jugadores estuvieron previamente en Bogotá. El primero de los dos cotejos, disputado en el "Monumental" de Buenos Aires, finalizó en un empate sin goles, con el cual Colombia sumó un punto y ascendió al segundo puesto, momentáneamente, previo al choque frente a Perú. El segundo encuentro de esta doble fecha, se jugó cuatro días después en el Metropolitano de Barranquilla ante 42.000 espectadores; el juego finalizó con un resultado de 2:0 a favor de Colombia con goles de Falcao García, de tiro penal, y Teófilo Gutiérrez, ambos en el primer tiempo. Finalizada la doble jornada, el combinado colombiano se posicionó segundo con 23 puntos —a tres del líder Argentina—.

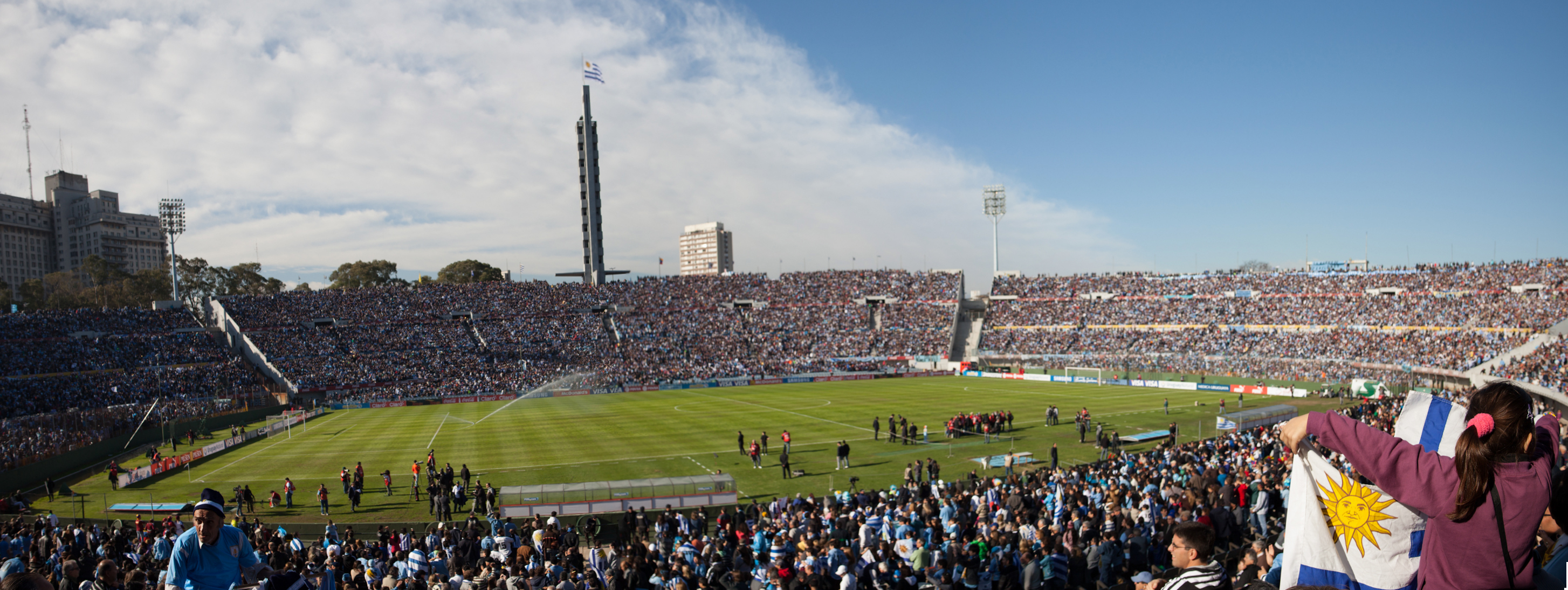
Vista panorámica del estadio Centenario de Montevideo, donde Colombia sufrió su peor derrota durante las eliminatorias.

El 14 de agosto, el onceno colombiano disputó un encuentro amistoso como preparación para la doble fecha a jugarse entre el 6 y el 10 de septiembre, frente a la selección de Serbia en el Mini Estadi de Barcelona, España; el encuentro finalizó 1:0 a favor de Colombia, con un gol de Freddy Guarín en el minuto 88.
A pocos días de empezar la penúltima doble jornada de las eliminatorias, la FCF dio a conocer la convocatoria para los partidos que afrontaría frente a Ecuador, como local, y frente a Uruguay, de visitante; en tal lista fueron llamados 26 jugadores.
El primer partido, que se disputó en Barranquilla, se disputó con algunos inconvenientes. En primera instancia, estaba programado para iniciar a las 15:30 (hora colombiana) pero a causa de una fuerte lluvia que azotó a la ciudad fue necesario esperar a que el sistema de drenaje hiciera posible el uso del gramado del Metropolitano, por lo que el juego se retrasó por una hora y media iniciando a las 17:00. Asimismo, el comienzo del segundo tiempo también se retardó por dificultades con el fluido eléctrico del estadio, los jugadores tuvieron que esperar entre 10 y 20 minutos para que la iluminación funcionara y el partido se reanudara. En el ámbito deportivo, en un trascendental juego frente a su similar ecuatoriana, Colombia consiguió un triunfo uno a cero con gol de James Rodríguez al minuto 30; con este resultado Colombia sumó 26 puntos que, en su momento, le aseguraron disputar la repesca intercontinental (en el peor de los casos). El 10 de septiembre, la selección colombiana jugó en el Centenario de Montevideo frente a su similar de Uruguay en partido correspondiente a la decimosexta fecha, con un resultado final de 2:0 en contra (derrota que significó su peor resultado en las eliminatorias); los goles fueron obra de Edinson Cavani al minuto 77 y Christian Stuani en el 80. Tras conseguir tres de seis puntos posibles en estos dos encuentros, Colombia mantuvo la segunda posición de las eliminatorias con 26 puntos, a tres del ya clasificado Argentina.

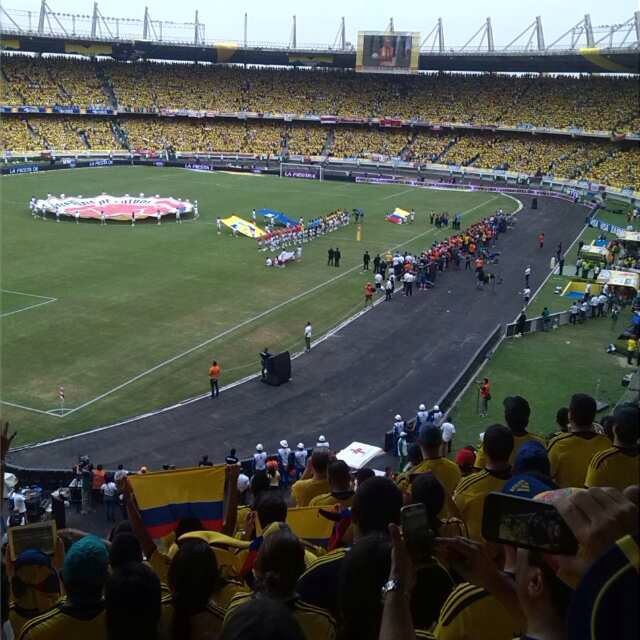
Estadio Metropolitano de Barranquilla antes del partido contra Chile que terminó 3:3.

La novena y última convocatoria fue oficializada por el técnico Pékerman el 3 de octubre, a poco más de una semana para asumir la doble fecha de eliminatorias. El arranque de la doble fecha se dio en el Metropolitano de Barranquilla frente a la selección chilena que venía fortalecida tras conseguir cuatro triunfos consecutivos en las eliminatorias, y presentó en la Arenosa un partido complicado para el combinado colombiano, puesto que terminado el primer tiempo, Chile ganaba con un marcador de 0:3. Pese al complicado resultado, Colombia salió en busca del empate y lo logró con goles de Teófilo Gutiérrez al minuto 69 y de Falcao García, que marcó en dos ocasiones —ambas de tiros desde el punto penal— a los minutos 75 y 84 de juego. Con este resultado Colombia consiguió la clasificación a la Copa Mundial de Fútbol de 2014 tras dieciséis años de ausencia en el máximo certamen de fútbol.
Ya clasificada, la Selección Colombia se dirigió a Asunción a disputar contra Paraguay su último partido de las eliminatorias, con el objetivo de ser cabeza de serie en el campeonato mundial, meta que se lograría con un triunfo. El partido disputado en el estadio Defensores del Chaco se presentó complicado tras la expulsión de Freddy Guarín y el posterior gol del local. Sin embargo, con un jugador menos, los colombianos lograron una remontada con dos goles de Mario Yepes, a los minutos 35 y 55, para conseguir el 1:2 final, resultado con el cual aseguró ser cabeza de serie en el sorteo de la Copa Mundial de Fútbol de 2014. Culminadas estas dos últimas fechas, Colombia se ubicó en el segundo lugar de la clasificación de Conmebol al Mundial y sumó 30 puntos, máximo puntaje alcanzado en su historia en las eliminatorias.

### Tabla de posiciones
| Equipo    | Pts. | PJ | PG | PE | PP | GF | GC | Dif. |
| --------- | ---- | -- | -- | -- | -- | -- | -- | ---- |
| Argentina | 32   | 16 | 9  | 5  | 2  | 35 | 15 | 20   |
| Colombia  | 30   | 16 | 9  | 3  | 4  | 27 | 13 | 14   |
| Chile     | 28   | 16 | 9  | 1  | 6  | 29 | 25 | 4    |
| Ecuador   | 25   | 16 | 7  | 4  | 5  | 20 | 16 | 4    |
| Uruguay   | 25   | 16 | 7  | 4  | 5  | 25 | 25 | 0    |
| Venezuela | 20   | 16 | 5  | 5  | 6  | 14 | 20 | -6   |
| Perú      | 15   | 16 | 4  | 3  | 9  | 17 | 26 | -9   |
| Bolivia   | 12   | 16 | 2  | 6  | 8  | 17 | 30 | -13  |
| Paraguay  | 12   | 16 | 3  | 3  | 10 | 17 | 31 | -14  |

| L\V                  | Bandera de Argentina | Bandera de Bolivia | Bandera de Chile | Bandera de Colombia | Bandera de Ecuador | Bandera de Paraguay | Bandera de Perú | Bandera de Uruguay | Bandera de Venezuela |
| Bandera de Argentina |                      | 1:1                | 4:1              | 0:0                 | 4:0                | 3:1                 | 3:1             | 3:0                | 3:0                  |
| Bandera de Bolivia   | 1:1                  |                    | 0:2              | 1:2                 | 1:1                | 3:1                 | 1:1             | 4:1                | 1:1                  |
| Bandera de Chile     | 1:2                  | 3:1                |                  | 1:3                 | 2:1                | 2:0                 | 4:2             | 2:0                | 3:0                  |
| Bandera de Colombia  | 1:2                  | 5:0                | 3:3              |                     | 1:0                | 2:0                 | 2:0             | 4:0                | 1:1                  |
| Bandera de Ecuador   | 1:1                  | 1:0                | 3:1              | 1:0                 |                    | 4:1                 | 2:0             | 1:0                | 2:0                  |
| Bandera de Paraguay  | 2:5                  | 4:0                | 1:2              | 1:2                 | 2:1                |                     | 1:0             | 1:1                | 0:2                  |
| Bandera de Perú      | 1:1                  | 1:1                | 1:0              | 0:1                 | 1:0                | 2:0                 |                 | 1:2                | 2:1                  |
| Bandera de Uruguay   | 3:2                  | 4:2                | 4:0              | 2:0                 | 1:1                | 1:1                 | 4:2             |                    | 1:1                  |
| Bandera de Venezuela | 1:0                  | 1:0                | 0:2              | 1:0                 | 1:1                | 1:1                 | 3:2             | 0:1                |                      |

|  | Clasificado directamente para la Copa Mundial de Fútbol de 2014.                      |
|  | Clasificado al Mundial 2014 al ganar la repesca frente a su similar de AFC, Jordania. |
|  | Eliminado.                                                                            |

|  | Triunfo de Colombia. |
|  | Empate.              |
|  | Derrota de Colombia. |

#### Evolución de posiciones
| País/Fecha | 1  | 2  | 3  | 4  | 5  | 6  | 7  | 8  | 9  | 10 | 11 | 12 | 13 | 14 | 15 | 16 | 17 | 18 |
| ---------- | -- | -- | -- | -- | -- | -- | -- | -- | -- | -- | -- | -- | -- | -- | -- | -- | -- | -- |
| Colombia   | 5° | 4° | 3° | 6° | 5° | 6° | 5° | 2° | 2° | 3° | 2° | 3° | 2° | 2° | 2° | 2° | 2° | 2° |

| País libre | Bandera de Colombia | Bandera de Ecuador | Bandera de Perú | Bandera de Uruguay | Bandera de Paraguay | Bandera de Argentina | Bandera de Chile | Bandera de Bolivia | Bandera de Venezuela | Bandera de Colombia | Bandera de Ecuador | Bandera de Perú | Bandera de Uruguay | Bandera de Paraguay | Bandera de Argentina | Bandera de Chile | Bandera de Bolivia | Bandera de Venezuela |
| ---------- | ------------------- | ------------------ | --------------- | ------------------ | ------------------- | -------------------- | ---------------- | ------------------ | -------------------- | ------------------- | ------------------ | --------------- | ------------------ | ------------------- | -------------------- | ---------------- | ------------------ | -------------------- |

### Puntos obtenidos contra cada Selección durante las eliminatorias
La siguiente es una tabla detallada de los 30 puntos obtenidos contra cada una de las 8 selecciones que enfrentó la Selección Colombia durante las eliminatorias. 
| VS        | Bandera de Argentina | Bandera de Bolivia | Bandera de Chile | Bandera de Ecuador | Bandera de Paraguay | Bandera de Perú | Bandera de Uruguay | Bandera de Venezuela | Total | Pos |
| --------- | -------------------- | ------------------ | ---------------- | ------------------ | ------------------- | --------------- | ------------------ | -------------------- | ----- | --- |
| Local     | 0                    | 3                  | 1                | 3                  | 3                   | 3               | 3                  | 1                    | 17    |     |
| Visitante | 1                    | 3                  | 3                | 0                  | 3                   | 3               | 0                  | 0                    | 13    |     |
| Total     | 1                    | 6                  | 4                | 3                  | 6                   | 6               | 3                  | 1                    | 30    | 2º  |

### Partidos

#### Primera vuelta
- Nota: En la jornada 1, la Selección Colombia fue el equipo libre, por lo tanto no disputó partido.

| Jornada   | Fecha                    | Estadio                     | Racha | Local    |                     | Resultado |                      | Visitante |
| --------- | ------------------------ | --------------------------- | ----- | -------- | ------------------- | --------- | -------------------- | --------- |
| Jornada 2 | 11 de octubre de 2011    | Hernando Siles, La Paz      | Sí    | Bolivia  | Bandera de Bolivia  | 1:2       | Bandera de Colombia  | Colombia  |
| Jornada 3 | 11 de noviembre de 2011  | Metropolitano, Barranquilla |       | Colombia | Bandera de Colombia | 1:1       | Bandera de Venezuela | Venezuela |
| Jornada 4 | 15 de noviembre de 2011  | Metropolitano, Barranquilla | No    | Colombia | Bandera de Colombia | 1:2       | Bandera de Argentina | Argentina |
| Jornada 5 | 3 de junio de 2012       | Nacional del Perú, Lima     | Sí    | Perú     | Bandera de Perú     | 0:1       | Bandera de Colombia  | Colombia  |
| Jornada 6 | 10 de junio de 2012      | Olímpico Atahualpa, Quito   | No    | Ecuador  | Bandera de Ecuador  | 1:0       | Bandera de Colombia  | Colombia  |
| Jornada 7 | 7 de septiembre de 2012  | Metropolitano, Barranquilla | Sí    | Colombia | Bandera de Colombia | 4:0       | Bandera de Uruguay   | Uruguay   |
| Jornada 8 | 11 de septiembre de 2012 | Monumental, Santiago        | Sí    | Chile    | Bandera de Chile    | 1:3       | Bandera de Colombia  | Colombia  |
| Jornada 9 | 12 de octubre de 2012    | Metropolitano, Barranquilla | Sí    | Colombia | Bandera de Colombia | 2:0       | Bandera de Paraguay  | Paraguay  |

#### Segunda vuelta
- Nota: En la jornada 10, la Selección Colombia fue el equipo libre, por lo tanto no disputó partido.

| Jornada    | Fecha                    | Estadio                        | Racha | Local     |                      | Resultado |                     | Visitante |
| ---------- | ------------------------ | ------------------------------ | ----- | --------- | -------------------- | --------- | ------------------- | --------- |
| Jornada 11 | 22 de marzo de 2013      | Metropolitano, Barranquilla    | Sí    | Colombia  | Bandera de Colombia  | 5:0       | Bandera de Bolivia  | Bolivia   |
| Jornada 12 | 26 de marzo de 2013      | Cachamay, Ciudad Guayana       | No    | Venezuela | Bandera de Venezuela | 1:0       | Bandera de Colombia | Colombia  |
| Jornada 13 | 7 de junio de 2013       | «Monumental», Buenos Aires     |       | Argentina | Bandera de Argentina | 0:0       | Bandera de Colombia | Colombia  |
| Jornada 14 | 11 de junio de 2013      | Metropolitano, Barranquilla    | Sí    | Colombia  | Bandera de Colombia  | 2:0       | Bandera de Perú     | Perú      |
| Jornada 15 | 6 de septiembre de 2013  | Metropolitano, Barranquilla    | Sí    | Colombia  | Bandera de Colombia  | 1:0       | Bandera de Ecuador  | Ecuador   |
| Jornada 16 | 10 de septiembre de 2013 | Centenario, Montevideo         | No    | Uruguay   | Bandera de Uruguay   | 2:0       | Bandera de Colombia | Colombia  |
| Jornada 17 | 11 de octubre de 2013    | Metropolitano, Barranquilla    |       | Colombia  | Bandera de Colombia  | 3:3       | Bandera de Chile    | Chile     |
| Jornada 18 | 15 de octubre de 2013    | Defensores del Chaco, Asunción | Sí    | Paraguay  | Bandera de Paraguay  | 1:2       | Bandera de Colombia | Colombia  |

## Estadísticas

### Goleadores
En este apartado se encuentran, en detalle, los jugadores que han marcado goles con la camiseta de la selección de Colombia, durante las eliminatorias:
| Jugador           | Equipo (s)                                                           | Goles anotados | PJ | Minutos jugados | Tarjetas Amarillas | Doble tarjeta amarilla y tarjeta roja | Tarjetas roja directa |
| ----------------- | -------------------------------------------------------------------- | -------------- | -- | --------------- | ------------------ | ------------------------------------- | --------------------- |
| Falcao García     | Atlético de Madrid (2011-2013) AS Mónaco (2013)                      | 9              | 13 | 1091'           | 2                  | 0                                     | 0                     |
| Teófilo Gutiérrez | Racing Club (2011) Junior (2012) Cruz Azul (2013) River Plate (2013) | 6              | 11 | 859'            | 1                  | 0                                     | 0                     |
| James Rodríguez   | FC Porto (2011-2013) AS Mónaco (2013)                                | 3              | 15 | 1261'           | 1                  | 0                                     | 0                     |
| Dorlan Pabón      | Atlético Nacional (2011-2012) Parma F.C. (2012)                      | 2              | 5  | 378'            | 0                  | 0                                     | 0                     |
| Mario Yepes       | A.C. Milan (2011-2013) Atalanta (2013)                               | 2              | 12 | 1035            | 7                  | 0                                     | 0                     |
| Carlos Valdés     | Philadelphia Union (2012) Independiente Santa Fe (2013-)             | 1              | 5  | 424'            | 1                  | 0                                     | 0                     |
| Freddy Guarín     | FC Porto (2011) Inter de Milán (2012-2013)                           | 1              | 9  | 520'            | 1                  | 1                                     | 0                     |
| Macnelly Torres   | Atlético Nacional (2012-2013) Al-Shabab (2013)                       | 1              | 9  | 637'            | 0                  | 0                                     | 0                     |
| Camilo Zúñiga     | SSC Napoli                                                           | 1              | 12 | 1046'           | 1                  | 0                                     | 0                     |
| Pablo Armero      | Udinese Calcio (2011-2012) SSC Napoli (2013)                         | 1              | 15 | 1273'           | 3                  | 0                                     | 0                     |

### Asistencias
En este apartado se encuentran, en detalle, los jugadores que han hecho asistencias con la camiseta de la selección de Colombia, durante las eliminatorias:
| Jugador                 | Asistencias | PJ | Minutos jugados |
| ----------------------- | ----------- | -- | --------------- |
| Pablo Armero            | 3           | 15 | 1237'           |
| James Rodríguez         | 3           | 15 | 1262'           |
| Aldo Leao Ramírez       | 2           | 9  | 261'            |
| Macnelly Torres         | 2           | 9  | 637'            |
| Falcao García           | 2           | 13 | 1091'           |
| Dayro Moreno            | 1           | 3  | 58'             |
| Elkin Soto              | 1           | 2  | 79'             |
| Jackson Martínez        | 1           | 7  | 314'            |
| Dorlan Pabon            | 1           | 5  | 378'            |
| Juan Guillermo Cuadrado | 1           | 11 | 642'            |
| Teófilo Gutiérrez       | 1           | 11 | 859'            |
| Camilo Zúñiga           | 1           | 12 | 1046'           |

### Resultado final
| Colombia                                              |
| Clasificado                                           |
|                                                       |
| Quinta Participación (1962, 1990, 1994, 1998 y 2014.) |

## Sede

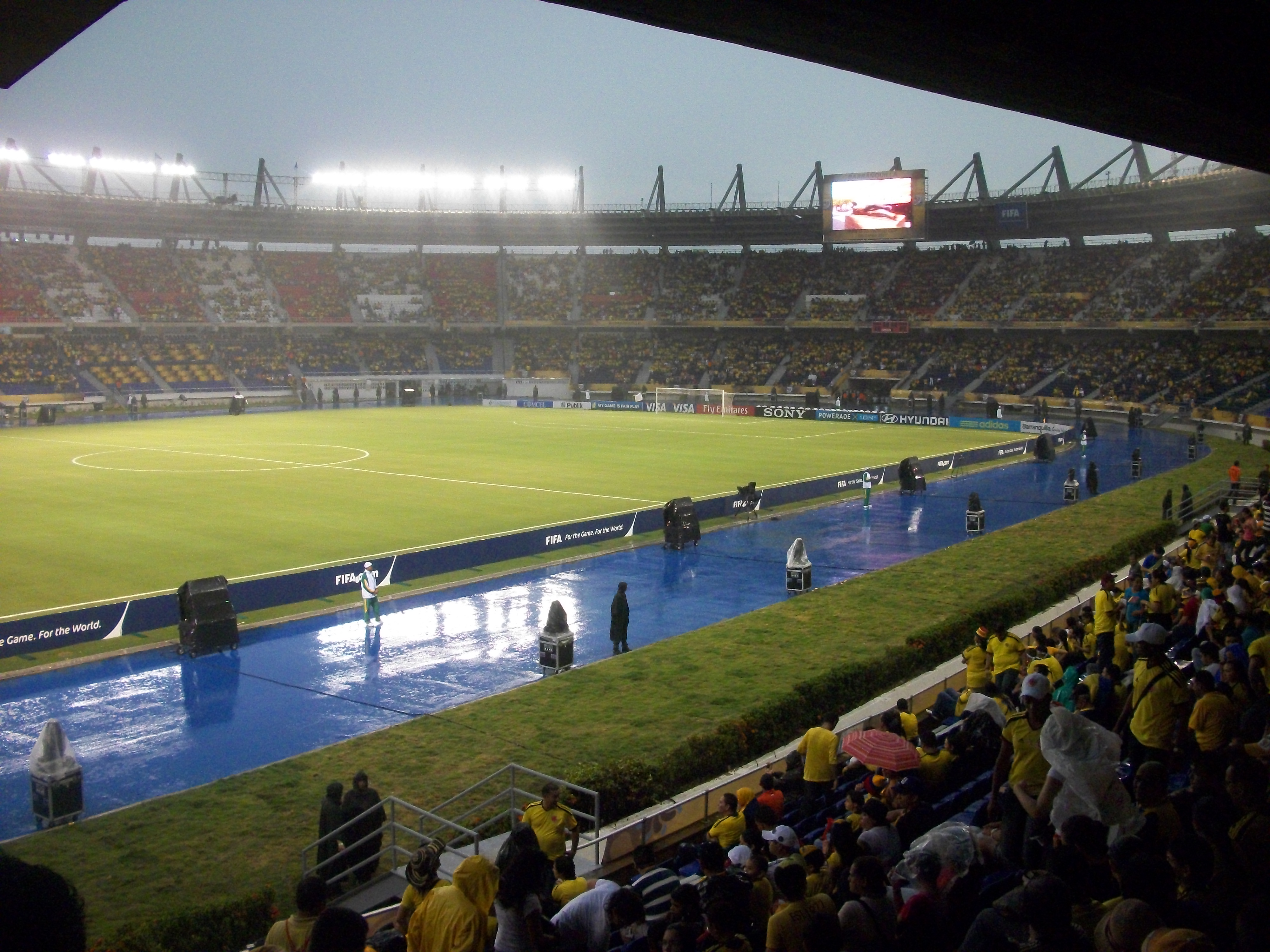
Estadio Metropolitano Roberto Meléndez, sede de Colombia en las eliminatorias.

Antes de iniciar el proceso clasificatorio, en el ámbito nacional, se debía aclarar en qué estadio se jugarían los partidos de la Selección Colombia. Así, el 22 de agosto de 2011 el Comité Ejecutivo de la Federación Colombiana de Fútbol, en cabeza de su presidente Luis Bedoya, informó que se había tomado la decisión de jugar los partidos como local en el estadio Metropolitano Roberto Meléndez de Barranquilla, ciudad que tradicionalmente ha sido sede de la selección. Sin embargo, el Comité Ejecutivo también dio a entender que solo se jugarían allí los partidos frente a la Selección de Venezuela, el 11 de noviembre de 2011, y frente a la Selección de Argentina, el 15 de noviembre de 2011.
Tras los partidos frente a Venezuela y, en especial, frente a Argentina, en Colombia se generó controversia por la sede en la que se jugaron estos dos encuentros, debido a que los jugadores del seleccionado nacional demostraron carencias físicas que la prensa en Colombia le atribuyó a las altas temperaturas de Barranquilla, por lo que los seleccionados no lograron aclimatarse a la ciudad. Después de tres meses de estar congelado el tema de la sede para el resto de las eliminatorias, el entrenador José Pékerman llegó el 7 de febrero a Bogotá junto con su cuerpo técnico.
Con la llegada de Pékerman a Colombia, de nuevo se generó la discusión por la sede de la selección, ya que él mismo dio a conocer que la decisión de dónde jugaría la Selección Colombia, la tomaría él teniendo en cuenta la opinión de los jugadores. Por su parte, algunas ciudades colombianas, al saber la opinión de Pekerman, ofrecieron sus estadios para ejercer como sede de la selección, entre ellas: Pereira, Medellín, Cali, Barranquilla y Bogotá. No obstante, se anunció que la sede de la Selección por el resto de las eliminatorias solo se daría a conocer en junio de 2012.
El 11 de junio de 2012, la Federación Colombiana de Fútbol, tras una reunión con el cuerpo técnico de la Selección, decidió que el partido frente a la selección Uruguay, por la séptima fecha, se jugaría en el estadio Metropolitano Roberto Meléndez de Barranquilla, donde Colombia ya había jugado sus dos primeros partidos como local en las eliminatorias. Posteriormente, el presidente de la FCF, Luis Bedoya,  anunció que la sede de Colombia como local, esta vez, para el partido frente a Paraguay sería nuevamente el Metropolitano Roberto Meléndez de Barranquilla. El 24 de enero de 2013, se anunció una vez más al Metropolitano de Barranquilla como sede de Colombia para el partido frente a Bolivia el día 22 de marzo. Barranquilla nuevamente fue ratificada, el 16 de abril, como la sede de Colombia en eliminatorias, esta vez, para el encuentro frente a Perú.
Asimismo, la FCF anunció, mediante un informe referente a la preventa de boletería, que de nuevo Barranquilla sería la sede del seleccionado colombiano para el partido frente a Ecuador. De igual forma —y sin ser previamente oficializado por la FCF o por Ossa y Asociados S.A. (empresa encargada de la distribución de las entradas para los partidos)— el 18 de septiembre de 2013 inició la preventa de boletas para el último partido de las eliminatorias en el Metropolitano de Barranquilla, frente a Chile.

## Balón oficial
El balón Macondo fue la pelota oficial que la Selección Colombia usó en sus partidos como local en las eliminatorias para el Mundial 2014. Macondo fue diseñado y fabricado por la marca deportiva Golty. Su diseño es similar al del balón Tuchín, el cual fue usado en los partidos de todos los torneos del Fútbol Profesional Colombiano durante 2010, 2011 y 2012 y que, al igual que Macondo, es fabricado por Golty.
El balón Macondo fue un homenaje a Gabriel García Márquez, escritor colombiano ganador del Premio Nobel de Literatura. Está inspirado en el pueblo ficticio de Macondo, donde se desarrolla la historia de su máxima obra, Cien Años de Soledad.

"Se quería que el concepto fuera muy autóctono, muy arraigado en nuestro día a día, en nuestro sentir pero alque además fuera internacional porque el balón finalmente se convierte como en un embajador".
Carlos Martá, quien presentó a Macondo en rueda prensa. Caracol Radio. 3 de noviembre de 2011.

Su principal característica es su laminado tipo CMI, el mismo que tiene el balón Tuchín. En cuanto a su decorado y características estéticas, el balón está rodeado por tres líneas que forman una "espiral", cada una de estas tres líneas está formada completamente por mariposas de color amarillo, las cuales tienen detalles en sus alas de color azul y rojo; las mariposas amarillas simbolizan el realismo mágico, género literario de la obra de García Márquez, y «la alegría que representa al pueblo colombiano».

## Uniforme
Para las eliminatorias al mundial Brasil 2014 los uniformes de Colombia son confeccionados por la multinacional alemana Adidas. 
| Proveedor                | Proveedor |
| Ubicación                | Marca     |
| ------------------------ | --------- |
| Pecho, pantalón y medias | Adidas    |

#### Uniformes
| Uniforme                                                       | Jugadores de campo       | Jugadores de campo  | Entrenamiento | Entrenamiento |
| Uniforme                                                       | Titular                  | Alternativo         | Primero       | Segundo       |
| -------------------------------------------------------------- | ------------------------ | ------------------- | ------------- | ------------- |
| Imagen                                                         |                          |                     |               |               |
| Partidos utilizado                                             | 5                        | 1                   | -             | -             |
| Primer partido                                                 | 11 de octubre de 2011    | 10 de junio de 2012 | -             | -             |
| Último partido                                                 | 11 de septiembre de 2012 | 10 de junio de 2012 | -             | -             |
| Actualizado al último partido jugado el: 15 de octubre de 2013 |                          |                     |               |               |

#### Uniformes de arquero
| Uniforme                                                       | Arquero                 | Arquero               | Arquero                 |
| Uniforme                                                       | Primero                 | Segundo               | Tercero                 |
| -------------------------------------------------------------- | ----------------------- | --------------------- | ----------------------- |
| Imagen                                                         |                         |                       |                         |
| Partidos utilizado                                             | 3                       | 3                     | 5                       |
| Primer partido                                                 | 11 de octubre de 2011   | 3 de junio de 2012    | 7 de septiembre de 2012 |
| Último partido                                                 | 15 de noviembre de 2011 | 12 de octubre de 2012 | 11 de octubre de 2013   |
| Actualizado al ultimo partido jugado el: 15 de octubre de 2013 |                         |                       |                         |

#### Variantes de uniforme
| Uniforme                                                       | Local                   | Local                 |
| Uniforme                                                       | Variante 1              | Variante 2            |
| -------------------------------------------------------------- | ----------------------- | --------------------- |
| Imagen                                                         |                         |                       |
| Partidos utilizado                                             | 9                       | 1                     |
| Primer partido                                                 | 7 de septiembre de 2012 | 15 de octubre de 2013 |
| Último partido                                                 | 11 de octubre de 2013   | 15 de octubre de 2013 |
| Actualizado al ultimo partido jugado el: 15 de octubre de 2013 |                         |                       |

#### Variantes de uniforme de arquero
| Uniforme                                                       | Arquero               | Arquero             | Arquero                  |
| Uniforme                                                       | Variante 1            | Variante 2          | Variante 3               |
| -------------------------------------------------------------- | --------------------- | ------------------- | ------------------------ |
| Imagen                                                         |                       |                     |                          |
| Partidos utilizado                                             | 3                     | 1                   | 1                        |
| Primer partido                                                 | 22 de marzo de 2013   | 26 de marzo de 2013 | 10 de septiembre de 2013 |
| Último partido                                                 | 15 de octubre de 2013 | 26 de marzo de 2013 | 10 de septiembre de 2013 |
| Actualizado al ultimo partido jugado el: 15 de octubre de 2013 |                       |                     |                          |